# Gräfenroda
Gräfenroda est un village de Thuringe en Allemagne, fondé vers 1290.
La population était de 3 358 habitants fin 2010.